# Hot d'Or
El Hot d'or és un guardó cinematogràfic centrat exclusivament en el món de la pornografia atorgat per la revista francesa per adults Hot Vidéo. És el premi més important al que pot aspirar un actor d'aquest gènere a Europa. Es van lliurar ininterrompudament des de 1992 fins a 2001 a Canes o a París.
Com passa amb els altres premis del cinema convencional existeixen diversos tipus de premis per a distingir les diferents categories en les s'organitza la consecució d'una pel·lícula.
Se'l considera l'equivalent porno al festival de Canes, Palma d'Or i fins i tot amb els premis Oscar del porno.
El que han suposat aquests premis al cinema porno europeu, és el que el seu paral·lel estatunidenc veu actualment en els Premis AVN. En un primer moment, l'esdeveniment es va dur a terme durant dues setmanes al maig en un complex hoteler, al mateix temps que el Festival de Cinema de Canes Aquest fet va implicar l'àmplia cobertura dels mitjans de premsa que es trobaven a la ciutat i així es va aconseguir una important difusió. El lliurament de premis es va efectuar a l'Hotel Royal Casino a uns 9 km de la Promenade de la Croisette. En 1997, tanmateix, l'esdeveniment es va traslladar al Lido de París.
El Hot d'Or es destacava per les fastuoses festes que l'acompanyaven, particularment per les celebrades pel Private Media Group a bord d'un iot al port esportiu de Canes. L'esdeveniment va atraure a molts intèrprets, paparazzi, directors i productors i distribuïdors que haurien de fer ofertes de compra i venda de pel·lícules. L'esdeveniment sovint jutjaria publicitat al haver-hi estrelles porno posades nues a la platja pública. En conseqüència, va atraure l'atenció dels mitjans internacionals que es trobaven a la ciutat per al festival principal
El més alt guardó atorgat va ser el Hot D'Or d'honor, que ha estat atorgat a figures com John Wayne Bobbit, Marc Dorcel, Julia Channel, John Stagliano, Internet Entertainment Group i Ona Zee. Després de 8 anys d'absència, el festival va retornar per a commemorar els 20 anys de la creació de la revista Hot Vídeo.

## Dates i llocs
En la següent taula es mostra un resum amb els llocs i dates de cadascuna de les cerimònies.
| Dates i llocs organitzats per cerimònies |                |                    |
| Cerimònia                                | Data           | Lloc               |
| I Cerimònia                              | 1992           | Canes              |
| II Cerimònia                             | 1993           | Canes - Mandatluec |
| III Cerimònia                            | 1994           | Canes - Mandatluec |
| IV Cerimònia                             | 1995           | Canes - Mandatluec |
| V Cerimònia                              | 15 - 5 - 1996  | Canes - Mandatluec |
| VI Cerimònia                             | 6 - 2 - 1997   | París              |
| VII Cerimònia                            | 20 - 05 - 1998 | Canes              |
| VIII Cerimònia                           | 19 - 5 - 1999  | Canes - Mandatluec |
| IX Cerimònia                             | 17 - 5 - 2000  | Canes - Mandatluec |
| X Cerimònia                              | 16 - 5 - 2001  | Canes              |
| XI Cerimònia                             | 20 - 10 - 2009 | París              |
| Font:Lloc web oficial                    |                |                    |

## Palmarès

### Actrius

#### Millor actriu - vot de professionals
2001 : Océane

#### Millor actriu revelació
2001 : Estelle Desanges

#### Millor actriu europea
| Any  | Nom             | Imatge                             | Nacionalitat    | A l' edat de | Per                                                                        | Nominades |
| ---- | --------------- | ---------------------------------- | --------------- | ------------ | -------------------------------------------------------------------------- | --- |
| 2009 | Tarra White     |                                    | República Txeca | 21 anys      | Billionaire d'Alessandro del Mar Private, 2009                             | |
| 2001 | Daniella Rush   |                                    | República Txeca | 24 anys      | Orgie en noir d'Ovidie Marc Dorcel, França, 2000                           | |
| 2000 | Laura Angel     |                                    | República Txeca | 25 anys      |                                                                            | |
| 1999 | Nikki Anderson  | Importez l'image de cette personne | Hongria         | 22 ans       | L'Enjeu du Désir d'Alain Payet Marc Dorcel, França, 1999                   | |
| 1998 | Laure Sainclair | Importez l'image de cette personne | França          | 25 anys      | Laure a Les nuits de la présidente d'Alain Payet Marc Dorcel, França, 1997 | |
| 1997 | Laure Sainclair | Importez l'image de cette personne | França          | 24 anys      |                                                                            | |
| 1996 | Coralie         |                                    | França          | 20 anys      |                                                                            | |
| 1995 | Draghixa        | Importez l'image de cette personne | França          | 21 anys      | Le parfum de Mathilde (Marc Dorcel)                                        | N'J de Bahia per Eros et Thanatos (Colmax) Elodie per Culs en fleur (Euro Vidéo) Tanya Larivière per Les folles de Q..! (VMD) Maeva per Le Flic, la Pute et les Truands (Blue Mask) Anita Rinaldi per Citizen Shane (VMD) Selen per Dracula (Colmax) Simona Valli per Les malices de Catarina (VMD) Sarah Young per Sex party avec Sarah Young (VMD) |
| 1994 | Tabatha Cash    | Importez l'image de cette personne | França          | 21 anys      | Rêves de cuir 2 (Colmax)                                                   | N'J de Bahia per Rêves de cuir 2 (Colmax) Dolly Buster per The way of sex (Euro Vidéo) Elodie per Les lolos de la garagiste (Europix) Tanya Larivière per Hot Business (Euro Vidéo) Moana Pozzi per Docteur Angelica (VMD) Beatrice Valle per L'Esclave (Blue One) Deborah Wells per La Vénus bleue (VMD)                                            |
| 1993 | Angelica Bella  | Importez l'image de cette personne | Hongria         | 25 anys      | La femme du pêcheur (Ragtime)                                              | Babette per Château de dames (VMD) Beata per Arabica (Colmax) Marine Cartier per Vicieuses brûlantes (Williams' Studio) Eva Orlowski per La marquise est une salope (Penguin/Antarès) Moana Pozzi per Luxure à l'italienne 2 (Anaïs) Silver per Love passions (Alpha/Blue One) Beatrice Valle per Les menteuses (VMD)                                |
| 1992 | No atorgat      | No atorgat                         | No atorgat      | No atorgat   | No atorgat                                                                 | No atorgat |

#### Millor actriu estrangera
| Any       | Nom         | Foto       | Nacionalitat             | Edat       | Treball                | Nominats |
| --------- | ----------- | ---------- | ------------------------ | ---------- | ---------------------- | --- |
| 1992      | Zara Whites |            | · Països baixos · França | 24 ans     | Rêves de Cuir (Colmax) | Noelle Budvar per Vue sur maison close (Marc Dorcel) Racquel Darrian per La Chatte 2 (Anaïs) Jeanna Fine per Rose volupté (Anaïs) Ashlyn Gere per Docteur désir (Anaïs) Katy Kay per Le tireur est en prison (Euro Vidéo Distribution) Sunny Mac Kay per L'Enfer italien (Colmax) Victoria Paris per Le Cercle vicieux (Colmax) Moana Pozzi pour Italie Folies 2 (Colmax) Raven per Tabou IX (Alpha/Blue one) Selena Steele per La chatte 2 (Anaïs) Teri Weigel per Barlow girls (Alpha/Blue one) |
| 1993-1995 | No atorgat  | No atorgat | No atorgat               | No atorgat | No atorgat             | No atorgat |

#### Millor actriu europea secundària
- 2001: Estelle Desanges, Proyecto X
- 2000: Sylvia Saint, Le contrat des anges 2
- 1999: Dolly Golden
- 1998: Coralie
- 1997: Olivia Del Rio, La Ruée vers Laure
- 1996: Élodie Chérie

#### Millor starlette europea
| Any  | Nom             | Foto                               | Nationalitat      | Edat        | Nominats                                                                                                   |
| ---- | --------------- | ---------------------------------- | ----------------- | ----------- | --- |
| 1992 | No designat     | No designat                        | No designat       | No designat | No designat                                                                                                |
| 1993 | Tabatha Cash    | Importez l’image de cette personne | · França          |             | Vanessa d'Angelli N'J de Bahia Laura Lambkin Tanya Larivière Carole Nash Sascha April Summer Ophelia Tozzy |
| 1994 | Valy Verdi      | Importez l’image de cette personne | · França          |             | Anastasia Luana Borgia Julia Chanel Draghixa Maeva Katy Marceau Selen                                      |
| 1995 | Barbara Doll    | Importez l’image de cette personne | · França          |             | Aliza Andschana Erica Bella Dalila Maria Liberato Lisa Rebecca Lord Saphyr Shannone                        |
| 1996 | Laure Sainclair | Importez l’image de cette personne | · França          |             | |
| 1997 | Nikki Anderson  | Importez l’image de cette personne | · Hongria         |             | |
| 1998 | Jade            | Importez l’image de cette personne | · França          |             | |
| 1999 | Kate More       | Importez l’image de cette personne | · Països Baixos   |             | Bamboo Lisa Crawford Daniella Maeva Exel Illona Katja Kean Melissa Bolivia Samsonite                       |
| 2000 | Meridian        | Importez l’image de cette personne | · República Txeca |             | |
| 2001 | Judith Fox      | Importez l’image de cette personne | · República Txeca |             | |
| 2009 | Black Angelika  |                                    | · Romania         | 21 anys     | |

#### Millor actriu francesa
| Any       | Nom          | Foto                               | Edat         | treball                                                    | Nominats |
| --------- | ------------ | ---------------------------------- | ------------ | ---------------------------------------------------------- | --- |
| 1992      | Tennessy     | Importez l’image de cette personne |              | Les putes de l'autoroute (Marc Dorcel)                     | Charlène per Couples infidèles (Marc Dorcel) Christine de Beausséant per À trois sur Caroline (Penguin/Antarès) Joy Karin's per Le Cercle vicieux (Colmax) Mélody Kiss per Bourgeoise le jour, pute la nuit (René Chateau) Laura Valérie per Vue sur maison close (Marc Dorcel) Sandrine Van Herpe per Orgies romaines (Colmax) |
| 1993-1995 | No designada | No designada                       | No designada | No designada                                               | No designada |
| 2000      | Dolly Golden |                                    |              |                                                            | |
| 2001      | Océane       |                                    |              | Projet X (Blue One)                                        | |
| 2009      | Katsuni      |                                    |              | Pirates 2 : La Vengeance de Stagnetti (Digital Playground) | |

#### Millor starlette francesa
- 2001: Clara Morgane
- 2000: Estelle Desanges

#### Millor actriu estatunidenca
| Any  | Nom             | Foto       | Edat       | Film | Nominat |
| ---- | --------------- | ---------- | ---------- | --- | --- |
| 1992 | No atorgat      | No atorgat | No atorgat | No atorgat | No atorgat |
| 1993 |                 |            |            | | Ashlyn Gere per Femmes caméléons (Anaïs) Jeanna Fine per Rose volupté 2 (Anaïs) Sunny MacKay per Arabica (Colmax) Madison per The Cockateer (Lucy) Carolyn Monroe per Constat d'adultère (Marc Dorcel) Victoria Paris per Two Women (Alpha/Blue One) Savannah per L'affaire Savannah (Marc Dorcel) Selena Steele per Instinct animal (Anaïs) Taylor Wane per Mind trips (LAC)                  |
| 1994 |                 |            |            | | Racquel Darrian per Bonnie and Clyde 1 et 2 (Colmax) Nikki Dial per Nikki sex 1 et 2 (Marc Dorcel) Ashlyn Gere per La femme anonyme (Colmax) Janine per Obsessions cachées (Blue One) Savannah per La double vie de Cendrillon 1 et 2 (Colmax) Sierra per L'Esclave (Blue One) P.J. Sparxx per La double vie de Cendrillon 1 et 2 (Colmax) Samantha Strong per La cité du plaisir (Wild Vidéo) |
| 1995 | Ashlyn Gere     |            | 27 anys    | The Masseuse 2 (Colmax) | Asia Carrera per The Masseuse 2 (Colmax) Celeste per Croqueur de chattes (Anaïs) Debi Diamond per Poupées de rêve (Anaïs) Dyanna Lauren per Immortel désir (Marc Dorcel) Leena per Délire de passion (Marc Dorcel) Sunset Thomas per Sex (Anaïs) |
| 1996 | Jenna Jameson   |            | 22 anys    | | |
| 1997 | Jenna Jameson   |            | 23 anys    | | |
| 1998 | Jenna Jameson   |            | 24 anys    | Jennarator a Sexe de Feu, Cœur de Glace (Wicked Weapon) de Brad Armstrong i Marc Dorcel Wicked Pictures, França/Estats Units, 1997                     | |
| 1999 | Jill Kelly      |            | 28 anys    | | Brooke April Julie Ashton Missy Misty Rain Serenity Nici Sterling Stephanie Swift Stacey Valentine |
| 2000 | Stacy Valentine |            | 29 anys    | | |
| 2001 | Tera Patrick    |            | 24 anys    | La Croisée du Désir (francès) (Crossroads (anglès)) de Brad Armstrong Marc Dorcel (francès), France, 2001 Wicked Pictures (anglès), Estats Units, 1999 | |
| 2009 | Jesse Jane      |            | 29 anys    | Jules a Pirates II: Stagnetti's Revenge de Joone Digital Playground, Estats Units, 2008                                                                | |

#### Millor starlette estatunidenca
| Any  | Nom             | Foto        | Edat        | Nominades |
| ---- | --------------- | ----------- | ----------- | --- |
| 1992 | No concedit     | No concedit | No concedit | No concedit |
| 1993 |                 |             |             | Alexis de Vell Nikki Dial Summer Knight Shayla LaVeaux Janine Lindemulder Melanie Moore Tiffany Mynx Kelly O'Dell Dominique Simone |
| 1994 |                 |             |             | Julia Ann Celeste Lené Hefner Chasey Lain Dyanna Lauren Francesca Lé Shayla LaVeaux Kelly O'Dell                                   |
| 1995 | Chasey Lain     |             | 23 anys     | Christina Angel Tami Ann Kaitlyn Ashley Juli Ashton Vanessa Chayse Felicia Kylie Ireland Isis Nile Misty Rain                      |
| 1996 | Jenna Jameson   |             | 22 anys     | |
| 1997 | Kobe Tai        |             | 25 anys     | |
| 1998 | Stacy Valentine |             | 27 ans      | |
| 1999 | Alisha Klass    |             | 27 anys     | |
| 2000 | Tera Patrick    |             | 23 anys     | |
| 2001 | Briana Banks    |             | 20 anys     | |
| 2009 | Kayden Kross    |             | 24 anys     | |

### Actors

#### Millor actor - Vot professional
- 2001 Sebastián Barrio

#### Millor actor
- 2001: Marc Barrow
- 1997: Richard Langin The Pyramid

#### Millor actor europeu
- 2001: Ian Scott
- 2000: Ian Scott
- 2000: Dolly Golden
- 1995: Christophe Clark, Citizen Shane de Michel Ricaud amb Anita Rinaldi
- 1994: Christophe Clark, Délices et Séduction de Michel Ricaud amb Deborah Wells
- 1992: Christophe Clark, Le clowm de Niels Monitor amb Angélica Belle.

#### Millor actor revelació
- 2000: Marc Barrow, Hotdorix

#### Millor actor revelació estatunidenc
- 2000: Titof
- 1997: Philippe Dean, The Pyramid

#### Millor actor estatunidenc
- 2001: Mark Davis, Justine's Daughter: Nothing to Hide 3
- 2000: Randy Spears, DMJ 6
- 1998: Mark Davis, Zazel

### Directors

#### Millor director
- 2001: Pierre Woodman, Madness

#### Millor director - Vot professional
- 2001: Fred Coppula

#### Millor director revelació
- 1997: Kris Kramski
- 1996: Christophe Clark
- 1995: Rocco Siffredi

#### Millor director europeu
- 2001: Pierre Woodman
- 2000: Fred Coppula,
- 1999: Alain Payet
- 1998: Pierre Woodman, Tatiana
- 1997: Pierre Woodman, The Pyramid
- 1996: Marc Dorcel
- 1995: Marc Dorcel
- 1994: Michel Ricaud
- 1993: Michel Ricaud

#### Millor director estranger
- 1992: John Leslie

#### Millor director revelació europeu
- 2000: Gabriel Zéro,
- 1999: Fred Coppula,
- 1998: Anita Rinaldi

#### Millor director estatunidenc
- 2000: Michael Ninn, Rituales
- 1998: Kris Kramski

### Hot d'Or d'Honor
- 2001: Larry Flynt
- 2001: Sharon Mitchell
- 2001: Paul Fishbein
- 2001: Ovidie
- 2000: Ona Zee
- 1999: Jenna Jameson
- 1999: Laure Sainclair
- 1994: Zara Whites

## Pel·lícules

### Millor pel·lícula europea
| Any  | Títol                   | Distribució       | Nominats |            |
| ---- | ----------------------- | ----------------- | --- | ---------- |
| 2000 | L'Emmerdeuse            |                   | |            |
| 1999 | L'Enjeu du Désir        |                   | |            |
| 1998 | Tatiana                 | Private           | |            |
| 1997 | The Pyramid             | Private           | |            |
| 1996 | La Princesse et la Pute | Video Marc Dorcel | |            |
| 1995 | Citizen Shane           | Vidéo Marc Dorcel | |            |
| 1994 | Délit de Séduction      | Vidéo Marc Dorcel | La doctoresse a de gros seins 2 (Europix) Ejacula (Eve-Blue Mask) Mad sex (Euro Vidéo) Rêves de cuir 2 (Colmax) La scandaleuse Signora (VMD) Sex horror show 2 (FIP) Viva Italia (Colmax)                                     |            |
| 1993 | Arabica                 | Colmax            | Château de dames (VMD) Dr Rocco, Mister sodo (Euro Vidéo) Le marteau pilon 2 (Penguin/Antarès) Les menteuses (VMD) Miss hard-crad se déchaîne (Penguin/Antarès) Perversions Italiennes (Colmax) Portrait Passion (Euro Vidéo) |            |
| 1992 | No atorgat              | No atorgat        | No atorgat | No atorgat |

### Millor pel·lícula estrangera
| Any       | Títol       | Distribudor | Nominats |            |
| --------- | ----------- | ----------- | --- | ---------- |
| 1993-1994 | No atorgat  | No atorgat  | No atorgat | No atorgat |
| 1992      | La chatte 2 | Anaïs       | Orgies romaines (Colmax) New wave hookers 2 (Anaïs) Pénétrator (LAC) Just for the pleasure (Alpha/Blue one) The masseuse (Colmax) Les aventures de Nikki Finn (VMD) L'enfer italien (Colmax) Putain de cirque (Euro Vidéo Distribution) Tabou IX (Alpha/Blue one) |            |

### Millor pel·lícula francesa
| Any       | Títol                | Distribudor | Nominats |            |
| --------- | -------------------- | ----------- | --- | ---------- |
| 2001      | Stavros              | Colmax      | |            |
| 2000      | La soirée des Connes | JTC         | |            |
| 1999      | Niqueurs-nés         | Blue One    | |            |
| 1993-1994 | No atorgat           | No atorgat  | No atorgat | No atorgat |
| 1992      | Rêves de cuir        | Colmax      | Les lolos de la pompiste (Penguin/Antarès) Vue sur maison close (VMD) Les putes de l'autoroute (VMD) Sacrée poupée (Double Défi) Quelques objets du plaisir (Pink Star Video) |            |

### Millor pel·lícula estatunidenca
| Any  | Títol      | Distribudor | Nominats |            |
| ---- | ---------- | ----------- | --- | ---------- |
| 2000 | Rituals    |             | |            |
| 1998 | Lisa       |             | |            |
| 1994 |            |             | Les aventures de Pussyman (Anaïs) Buttman contre Buttwoman (LAC) La cité du plaisir (Wild Vidéo) Face dance 1 et 2 (Colmax) New Wave Hookers 3 (Anaïs) Obsessions cachées (Blue One) L'orchidée noire (VMD)                |            |
| 1993 |            |             | Dr Butts 2 (LAC) Femmes caméléons (Anaïs) Instinct animal (Anaïs) Jardin secret 1 et 2 (VMD) L'affaire Savannah (VMD) Mind trips (LAC) Rose volupté 1 et 2 (Anaïs) Sorority blue 1 et 2 (Anaïs) Two women (Alpha/Blue one) |            |
| 1992 | No atorgat | No atorgat  | No atorgat | No atorgat |